# Floc de Gascogne

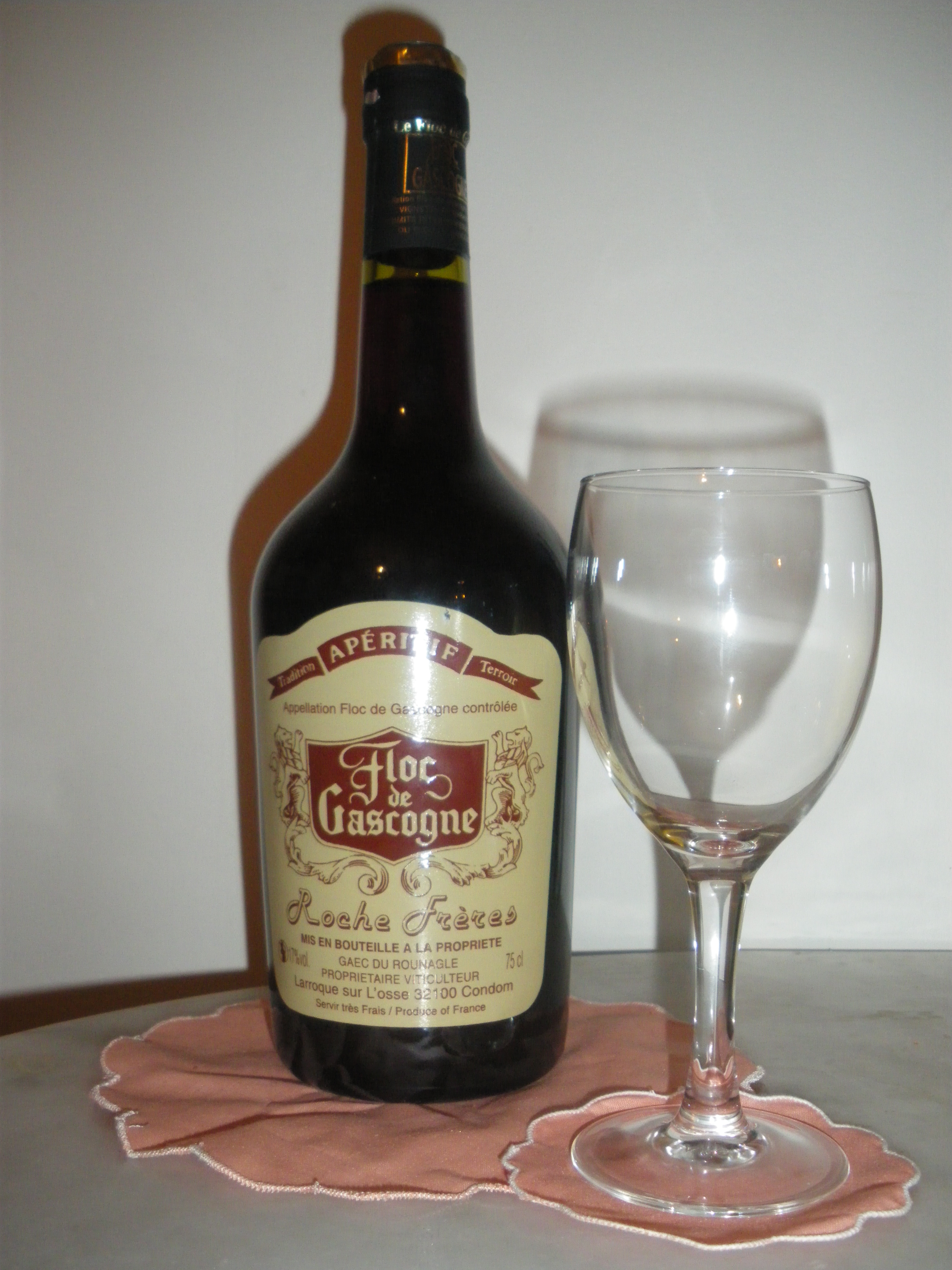
Floc de Gascogne

De Floc de Gascogne (in het gaskons Lo Flòc, bouquet de fleurs, bloemenboeket) is een typisch streekgebonden aperitief. Het is een versterkte wijn afkomstig uit het wijnbouwgebied Côtes de Gascogne, gelegen in het zuidwesten van Frankrijk, in het Frans de Sud-Ouest genoemd.
Het mengsel ontstond in de 16e eeuw. Het wordt samengesteld voor 1/3 uit Armagnac en voor 2/3 uit vers druivensap afkomstig uit de wijnstreek Côtes de Gascogne. Het bestaat in een rosé en witte versie en heeft een alcoholpercentage tussen 16 en 18 % Vol.
Sinds 1990 mag de Floc de Gascogne zich een Appellation d'Origine Contrôlée noemen. Het wordt gebruikt als aperitief en soms bij het dessert. Men drinkt het koel, gekoeld echter nooit met ijs. Amandel, jasmijn, rozen, honing, zwart fruit en specerijen zijn kenmerkende aroma’s.
Het gebied produceert vooral witte landwijn en Armagnac en ligt hoofdzakelijk in het departement de Gers een onderdeel van het Franse regio Occitanie.

## De druivensoorten

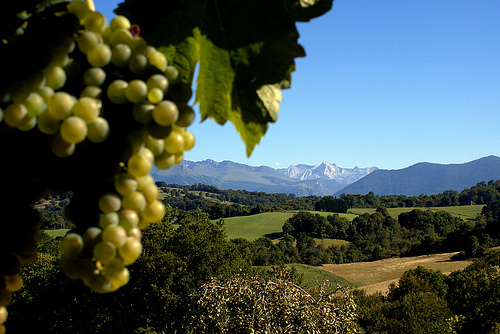
Een tros Gros Manseng druiven

- Voor de witte Floc: Colombard, Ugni blanc en Gros-Manseng.
- Voor de Floc rosé: Cabernet franc, Cabernet Sauvignon en Merlot.

## De streek
Het wijngebied Armagnac / Côtes de Gascogne is onderverdeeld in drie verschillende Armagnacgebieden:
- Bas-Armagnac
- Armagnac-Ténarèze
- Haut-Armagnac

en ligt verspreid over drie departementen de Gers, Lot-et-Garonne en de Landes. Alleen in dit gebied geoogste druiven mogen worden gedistilleerd tot Armagnac. Dit gebied valt samen met het productiegebied van de Côtes de Gascogne en de Floc de Gascogne. De gehele AOC bestaat uit wijngaarden met een gezamenlijke omvang van 15.000 hectare.